# Línea de la Beira Alta
La línea de Beira Alta es una línea ferroviaria internacional que une el enlace ferroviario de Pampilhosa (Línea del Norte), cerca de Coímbra, con la frontera de España, en Vilar Formoso, con recorrido paralelo al eje del río Mondego; inaugurada el 3 de agosto de 1882, es la principal conexión ferroviaria de Portugal con Europa.

## Descripción
Posee un trazado bastante sinuoso, con grandes rampas y curvas de radio reducido.

## Historia

### Planificación, construcción e inauguración
La construcción de esta Línea tenía una elevada importancia, pues la región poseía una fuerte densidad poblacional, un gran número de industrias, principalmente de hilado y tejido, y una considerable producción agrícola, especialmente de ganado y vino; desde su apertura se convirtió en unos de los ejes más importantes de la red ferroviaria portuguesa, desde el punto de vista nacional e internacional.
Esta conexión fue discutida por primera vez en una propuesta parlamentaría en 1874, siendo modificada por comisiones parlamentarias al año siguiente; la propuesta fue ratificada por una ley del 26 de enero de 1876, que estableció la ciudad de Coímbra como punto inicial de la línea.
Fueron, entonces, abiertos dos concursos, el 20 de mayo y el 11 de septiembre del mismo año, pero solo apareció una propuesta, que fue recusada porque se consideraba perjudicial para los intereses públicos; mientras que fue aprobado, el 25 de mayo, un nuevo plan, que establecía la estación inicial en Pampilhosa. Debido al fracaso de los concursos, el gobierno entregó al parlamento,  el 8 de  enero de 1877, una moción para realizar la construcción de esta línea; no obstante, en el debate que se produjo, se decidió hacer un nuevo concurso, que fue abierto por la ley del 23 de marzo de 1878. Se firmó el contrato de construcción el 3 de agosto de ese año, con la Société Financière de Paris, que fundó la Compañía de los Caminhos de Ferro Portugueses de Beira Alta para construir y explotar la línea; esta inició las obras en octubre, en el tramo entre Vilar Formoso y Pampilhosa. Desde el comienzo, no obstante, se procuró continuar la línea de Beira Alta desde Pampilhosa hasta Figueira da Foz, que, debido a su puerto marítimo, se presentaba indispensable para el tráfico de la línea, que se preveía que fuese bastante intenso; esta pretensión entró, sin embargo, en conflicto con los planos de la Compañía Real de los Caminhos de Ferro Portugueses, que también tenía planeado continuar sus líneas hasta aquella ciudad, según un contrato del 14 de septiembre de 1859. Fue así abierto el concurso para la conexión ferroviaria hasta Figueira da Foz, haciendo pedido la Compañía de Beira Alta la mitad del subsídio estatal que había sido impuesto por la Compañía Real, y, el 30 de  agosto de 1879, alteró sus condiciones, prescindiendo de cualquier apoyo financiero por parte del gobierno; de esta forma, la Junta Consultiva de las Obras Públicas concedió la construcción, siendo firmado el contrato provisional el 31 de  octubre, aprobado por las cortes tras su presentación, el 19 de enero de 1880, y promulgado por una ley del 31 de marzo. Entre tanto, la Compañía Real presentó una reclamación, que fue rechazada por el Tribunal Arbitral el 7 de octubre de 1880.
El tramo entre Pampilhosa y Vilar Formoso entró en servicio, de forma provisional, el 1 de julio de 1882, siendo la línea completamente inaugurada, entre Figueira da Foz y la frontera, el 3 de agosto del mismo año. Así, la línea de Beira Alta alcanzaba, en su totalidad, 252,522 kilómetros de longitud.
Entre julio de 1895 y 1900, el Sud Expresso fue realizado por la línea de Beira Alta.

### SigloXX
La circulación en esta línea fue, como en otras conexiones ferroviarias de Portugal, reducida en 1917, debido a la escasez de carbón presente en este momento, como resultado de la Primera Guerra Mundial. Los funcionarios de la Compañía participaron, junto con los empleados de otras empresas ferroviarias en Portugal, en la huelga del 3 de junio de 1918.
El 2 de junio de 1926, el director general de la Compañía informó a la Comisión Ejecutiva de que los puentes de la línea no conseguían mantener el paso de las locomotoras de la Compañía de los Ferrocarriles Portugueses, debido a su peso.
La explotación y el material circulante de la Compañía de los Ferrocarriles Portugueses de Beira Alta pasaron a manos de la Compañía de los Caminhos de Ferro Portugueses el 2 de mayo de 1930, fecha en que el contrato de traspaso fue firmado. La escritura para la transferencia de la concesión de la Compañía de Beira Alta solo fue, no obstante, ejecutada el 28 de febrero de 1946.
El 22 de abril de 1937, la Compañía de Beira Alta suspendió todo el tráfico internacional debido a la guerra civil española, y,  el 11 de febrero de 1942, el tráfico nacional también fue reducido, por falta de combustible.
El 2 de julio de 1953, es concedido, a la firma alemana Fried Krupp Stahlban Rheinhausen, el contrato de la renovación de los puentes metálicos en esta línea; el 20 de agosto del mismo año, el Consejo de Ministros autorizó que fuesen entregados, como pago del Departamento de Defensa Nacional, 15 000 000 de escudos a la Compañía de los Caminhos de Ferro Portugueses, para proceder a la sustitución de los seis puentes en la Línea de Beira Alta. En 1958, la Compañía emprendió la renovación de varias puentes en esta línea, en el ámbito del I Plan de Fomento.
El 11 de septiembre de 1985, ocurrió el peor accidente ferroviario en Portugal, cuando dos composiciones colisionaron junto al Apeadero de Alcafache, produciendo cerca de 150 muertos.
En septiembre de 1993, ya se encontraban en circulación los vagones Sorefame remodelados entre Lisboa y Guarda.
En 1994, la línea de Beira Alta fue una de las principales conexiones ferroviarias en Portugal, concentrando gran parte del tráfico internacional de mercancías y pasajeros, como los servicios Sud Expresso y el Lusitânia-Expresso. Así, fue objetivo de profundas obras de remodelación y modernización, en parte financiadas por el Fondo Europeo de Desarrollo Regional. Las obras se centraron, principalmente, en las estaciones y en la vía, habiéndose procedido a su electrificación. Después del fin de las obras, se pudieron introducir las locomotoras de la CP Serie 5600, de tracción eléctrica. En ese año circulaban entre Lisboa y Guarda, servicios Regionales en la modalidad Auto-Expresso, que permitían el transporte de automóviles; este servicio fue cancelado el 1 de marzo de 2006, debido a la introducción de los automotores de la CP Serie 2240.
En 1996, entraron en servicio, en el ámbito del programa de modernización de la Línea de Beira Alta, los sistemas de señalización automática y de telecomunicaciones, implementados entre las estaciones de Pampilhosa y Vilar Formoso.

### SigloXXI
En noviembre de 2006, una composición Intercidades arrolló un automóvil en el paso a nivel de Oliveirinha; este accidente provocó daños en la locomotora, pero no hubo víctimas, gracias a que el único ocupante del vehículo lo abandonó cuando se dio cuenta de la llegada del convoy.
La circulación ferroviaria en esta línea fue interrumpida en agosto de 2009, entre las localidades de Contenças y Gouveia, por culpa de un incendio forestal, y en febrero de 2010 debido al paso del Ciclón Xynthia. En agosto del mismo año, el tráfico fue nuevamente, suspendido debido a un incendio en Mangualde.